# Przysięga strasburska

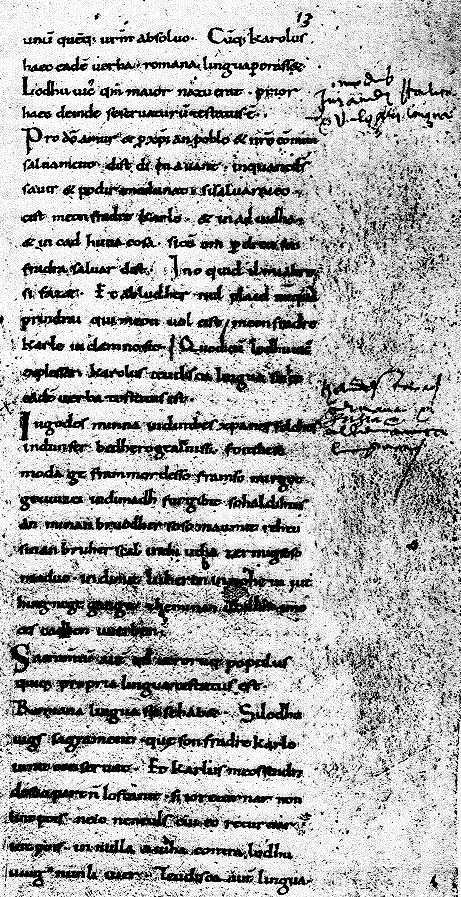
Fragment przysięgi strasburskiej

Przysięgi strasburskie (niem. Straßburger Eide, fr. Serments de Strasbourg, łac. Sacramenta Argentariae) – złożone w Strasburgu, 14 lutego 842 roku przez Ludwika Niemieckiego i Karola Łysego obopólne zaprzysiężenie przeciwko ich starszemu bratu, wówczas cesarzowi Lotarowi I.
Słowa przysięgi strasburskiej stanowią najstarsze zachowane świadectwo języków francuskiego i niemieckiego. 
Ostatecznie pokój z cesarzem Lotarem zawarto w Verdun w 843 roku, natomiast dziedzictwo monarchii Karolingów zostało podzielone na trzy części, wbrew oczekiwaniom cesarza Karola Wielkiego.

## Geneza
W 817 r. cesarz Ludwik Pobożny wydał dekret ordinatio imperii, w którym określił pojęcie jednolitego państwa Franków. Za jedynego następcę uznał swego syna, Lotara I (od 817 r. będącego współcesarzem), a pozostałych synów: Pepina Akwitańskiego i Ludwika Niemieckiego, obdarzył odpowiednio godnościami wicekrólów Akwitanii i Bawarii. Ten stan rzeczy zmienił się już rok później, gdy cesarzowa Irmingarda zmarła, a owdowiały Ludwik Pobożny ożenił się z Judytą szwabską z rodu Welfów, matką Karola Łysego, któremu ojciec przyrzekł Alemanię, Recję, Alzację i część Burgundii jako jego dziedziczne królestwo. 
Aby znaleźć sojusznika wobec interesów swoich synów, Ludwik Pobożny ponownie poparł najstarszego syna, Lotara I, obiecując mu połowę państwa, pod warunkiem, że pozostałą część pozostawi Karolowi Łysemu. Jednak, Lotar wszedł w porozumienie z młodszymi braćmi i już w 833 roku, na spotkaniu Ludwika Pobożnego i Lotara w Rothfeld pod Calmarem, zjawili się pozostali bracia w towarzystwie wojsk. Cesarz-ojciec został uwięziony przez Lotara w Soissons, ale Ludwik Niemiecki wyjednał u brata uwolnienie ojca i w 835 roku odbyła się jego ponowna intronizacja.
Po śmierci Ludwika Pobożnego w 840 roku (krótko wcześniej, w 838 roku zmarł Pepin) wybuchła wojna domowa między braćmi o władzę, której przełomem była bitwa pod Fontenoy-en-Puisaye, mająca miejsce na południowy zachód od Auxerre i która zakończyła się pyrrusowym zwycięstwem Ludwika Niemieckiego oraz Karola Łysego nad Lotarem I, w następstwie czego zawarta została przysięga strasburska.

## Znaczenie
Nithard, żyjący ok. 790–845 wnuk Karola Wielkiego z nieprawego łoża jako syn Berty oraz Angilberta opata St. Riquer, znany jako twórca dzieła Historiarum libri quattuor opisującego dzieje państwa Franków z lat 814–843, był świadkiem naocznym tego wydarzenia. Zaznaczył on, że przysięgę złożono w dwóch językach, które historycy określili jako staro-francuski i staro-wysoko-niemiecki. Historyczne znaczenie przysięgi strasburskiej jest mniejsze niż traktat z Verdun (843 rok), który kończył okres walk synów Ludwika Pobożnego i określił geopolityczny kształt Europy na następne kilka stuleci.
Przysięgi zostały spisane przez Nitharda w łacińskim manuskrypcie Historia synów Ludwika Pobożnego (Histoire des fils de Louis le Pieux), którego kopia z XI wieku znajduje się w Bibliotece Narodowej Francji (Cod. Lat. 9768, na kartach 12b2-13b1). Poza zobowiązaniem obu braci do walki do końca, główny wątek przysięgi stanowiło stwierdzenie, że Ludwik Niemiecki wypowiedział słowa przysięgi w języku romańskim, przez znawców określanym jako romana lingua, a jego brat Karol w języku staro-wysoko-niemieckim, tzw. teudisca lingua, aby wojska obu braci mogły wspólnie zrozumieć treść tego wspólnego przyrzeczenia. Słowa przysięgi są jednocześnie najstarszymi zachowanymi dokumentami w tych właśnie językach.